# آدریان آلیای
آدریان آلیای (آلبانیایی: Adrian Aliaj؛ زادهٔ ۲۴ آوریل ۱۹۷۶) بازیکن فوتبال اهل آلبانی بود.
از باشگاه‌هایی که در آن بازی کرده‌است می‌توان به باشگاه فوتبال پارتیزانی تیرانا، باشگاه فوتبال مکابی پتخ تیکوا، باشگاه فوتبال استاد برستوا ۲۹، باشگاه فوتبال هانوفر ۹۶، باشگاه فوتبال استاندارد لیژ، باشگاه فوتبال هایدوک اسپلیت، باشگاه فوتبال النصر عربستان سعودی، و باشگاه فوتبال رویال شارلوا اشاره کرد.
وی همچنین در تیم ملی فوتبال آلبانی بازی کرده‌است.